# Schönflossige Rüsselbarbe
Die Schönflossige Rüsselbarbe (Epalzeorhynchos kalopterus, Syn.: Epalzeorhynchos kalopterum, Barbus kalopterus) ist ein Süßwasserfisch aus der Gattung Epalzeorhynchos in der Familie der Karpfenfische (Cyprinidae). Die Art stammt aus Südostasien und wird gelegentlich als Zierfisch gehalten.

## Merkmale
Schönflossige Rüsselbarben erreichen eine maximale Gesamtlänge von 16 Zentimeter. Bănărescu beschreibt die Art wie folgt: Die Körperfarbe ist gelblich. Entlang des Rückens und auf jeder Seite verläuft ein breiter, dunkler, bräunlicher Streifen vom Auge bis zur Gabelung der Schwanzflosse. Die Hälfte der Rückenflosse und die distalen Teile der Afterflosse und der Bauchflossen sind dunkel bräunlich. Die Brustflossen sind hell gräulich.
Die Geschlechter der Rüsselbarben sind mit dem bloßen Auge nicht zu unterscheiden. Schönflossige Rüsselbarben werden wegen des ähnlichen Aussehens oft mit der Siamesischen Rüsselbarbe (Crossocheilus siamensis) verwechselt.

## Verbreitung
Auf der Malaiischen Halbinsel kommt die Schönflossige Rüsselbarbe im südlichen Teil, im südlichen Thailand und in Malaysia vor. Von dort erstreckt sich das Verbreitungsgebiet über Singapur bis Indonesien (Sumatra und Borneo, vielleicht auch Java). Die aktuelle Verbreitung ist allerdings ungewiss, da die Bestände zurückgegangen sind. Viele Populationen sind geschrumpft oder in den letzten Jahrzehnten sogar völlig verschwunden.
In den Flussgebieten von Mae Nam Chao Phraya und Mekong kommt die Art nicht vor.

## Lebensraum und Lebensweise
Die Schönflossige Rüsselbarbe lebt in Flüssen und Bergbächen. Meist ist sie beim Abweiden sandiger oder felsiger Substrate zu beobachten. Während der Regenzeit sucht sie auch überschwemmte Gebiete und Wälder auf, ein Wanderungsverhalten, das wohl durch menschlichen Einfluss gestört wird. Die Nahrung besteht aus Würmern, Krebstieren und pflanzlichem Material.

## Aquaristik
Sie sind sehr robust und die Haltung im Aquarium ist auch für Anfänger unproblematisch; die Zucht gelingt jedoch meist nur Profis. Sie sind vorwiegend Algenfresser, können aber auch mit Lebend- oder Trockenfutter gefüttert werden. Im Aquarium halten sie sich eher in mittleren bis unteren Bereichen auf. Das Aquarium sollte üppig bepflanzt sein und gleichzeitig genug freien Schwimmraum bieten. Außerdem sollte eine mittelstarke bis starke Strömung vorherrschen, jedoch dürfen ruhige Plätze für die Nachtruhe nicht fehlen.